# Not Fade Away (Fear the Walking Dead)

«No Se Desvanece» —título original en inglés: «Not Fade Away»— es el cuarto episodio de la primera temporada de la serie de televisión posapocalíptica, horror Fear the Walking Dead. En el guion estuvo cargo Meaghan Oppenheimer y por otra parte Kari Skogland dirigió el episodio, que salió al aire en el canal AMC el 20 de septiembre de 2015 en los Estados Unidos y en Latinoamérica.

## Trama
Días después de que la Guardia Nacional ponga en cuarentena el vecindario en una Zona segura, los residentes intentan vivir normalmente. Las tensiones aumentan bajo el gobierno militar. Madison está estresada por el trabajo extra causado por el hacinamiento de su hogar y Travis que tiene un nuevo papel como enlace civil. Chris muestra un video a Travis y Madison de una señalización luminosa desde la Zona Muerta. Travis le dice a Doug que busque ayuda mental. Liza médicamente ayuda a los vecinos. Nick le roba morfina a Héctor por goteo intravenoso. Ofelia besa a Adams, quien no pudo obtener la medicina de Griselda. Madison intercambia señales con la luz intermitente en la Zona Muerta. Se escabulle fuera de la cerca para investigar y encuentra evidencia de que los guardias mataron a civiles, incluso a los no infectados. Travis se entera de que Doug ha sido hospitalizado por sus problemas mentales. Dr. Exner determina que Liza no es técnicamente una enfermera, pero debido a la falta de personal médico, la necesita de todos modos. Daniel advierte a Madison de su experiencia en El Salvador, cuando los enfermos fueron tomados bajo el pretexto de recibir hospitalización, pero en lugar de acogerlos fueron asesinados. Los soldados llevan a Griselda y Nick a un hospital, pero la familia de Nick protesta por su partida. Liza acepta ir a ayudar al equipo médico, a pesar de no querer dejar a su hijo. Travis se retira al techo y ve la señal de la Zona Muerta. Segundos después, ve y oye disparos, seguidos de oscuridad.

## Recepción
"Not Fade Away" recibió críticas muy positivas de los críticos. En Rotten Tomatoes, obtuvo una calificación de 86% con un puntaje promedio de 6.59 / 10 basado en 24 comentarios. El consenso del sitio dice: "'Not Fade Away' presenta una mirada general apasionante a una sociedad que mira hacia el abismo, incluso si se beneficiaría de personajes con mayor profundidad".
Matt Fowler de IGN le dio a "Not Fade Away" una calificación de 7.8 / 10 indicando: "Fear the Walking Dead cambió las cosas drásticamente durante su primera temporada al saltarse el tiempo y colocar a nuestros personajes en un vecindario ocupado por el ejército. Y aunque la amenaza de un ejército en ruinas, que puede estar operando con órdenes de reaccionar de forma exagerada, es un gran gancho, el espectáculo todavía se atasca en disputas familiares. Dos de los mejores momentos en 'Not Fade Away' involucraron personajes explotando porque no podían Alicia en realidad gritó a Travis y Madison por quedar atrapados en tonterías y luego, Madison golpeó a Nick por ser el mismo adicto tonto que siempre ha sido, a pesar de que todo el país se desmorona. en estos momentos, estos personajes fueron nosotros."ˈ

### Audiencia
"Not Fade Away"  fue visto por 6.62 millones de espectadores en los Estados Unidos en su fecha de emisión original, casi medio millón menos que el  episodio anterior.